# Dette extérieure
En économie, la dette extérieure désigne l'ensemble des dettes qui sont dues par un pays, État, entreprises et particuliers compris à des prêteurs étrangers.
Il est important de faire la distinction entre la dette extérieure brute (ce qu'un pays emprunte à l'extérieur) et la dette extérieure nette (différence entre ce qu'un pays emprunte à l'extérieur et ce qu'il prête à l'extérieur). Ce qui est le plus significatif, c'est la dette extérieure nette.
Un niveau trop élevé de dette extérieure est un facteur de risque-pays important : en cas de fluctuations de la devise nationale, les montants des intérêts et du principal de la dette extérieure, si elle est libellée en monnaie étrangère, peut rapidement par effet de levier inverse conduire à la crise économique voire au défaut de remboursement. Ce fut le cas lors de la crise d’Asie dans les années 1990 par exemple, en l'absence de toute notation négative du risque dans les rapports de la Banque Mondiale.
Le niveau de la dette extérieure fait partie des risques financiers évalués parallèlement par les agences de notation financière, comme on a pu le constater lors de la crise grecque de 2010.

## Dette extérieure nette et dette extérieure brute
La somme de toutes les dettes extérieures brutes s'additionne pour donner l'idée du crédit mondial escompté sur les avoirs tangibles: elle s’élevait à 53 970 milliards de dollars en 2004.
Il ne faut pas confondre dette extérieure brute, soit l’ensemble des montants financiers dus, et la dette extérieure nette, soit l'ensemble des montants financiers dus moins l'ensemble des créances que possède le pays vis-à-vis de l'étranger. Ce qui importe le plus, ce sont les dettes extérieures nettes. Cette dernière est l'expression comptable du solde de la balance des paiements qui correspond à l'ensemble des entrées et des sorties de flux monétaires exprimés en monnaie nationale entre un pays et le reste du monde. Un solde négatif correspond à une augmentation de la dette extérieure ou, toute chose étant égale par ailleurs, à une baisse de la créance du pays sur l'étranger. À l'inverse, un solde positif correspond à une baisse de la dette ou à une augmentation de la créance nationale vis-à-vis des partenaires étrangers.
Avoir une dette brute par habitant très élevée (Luxembourg : $ 4 054 700, Monaco : $ 546 034 en 2009) n’est pas forcément un indicateur de problèmes économiques : la dette brute peut être contrebalancée par des créances plus élevées encore, résultant en une dette nette de faible ampleur; un pays peut rester attractif pour les investisseurs étrangers si son endettement net constitue un environnement économique stable.

### Liste de pays par dette extérieure brute
Sont représentés les vingt-quatre pays dont la dette extérieure brute était la plus élevée en juillet 2009, au taux de change officiel en dollars.
| Nations par dette extérieure brute | Nations par dette extérieure brute | Nations par dette extérieure brute            | Nations par dette extérieure brute            |
| Rang                               | Pays                               | Dette extérieure brute (milliards de dollars) | Dette extérieure brute par personne (dollars) |
| ---------------------------------- | ---------------------------------- | --------------------------------------------- | --------------------------------------------- |
| 1                                  | États-Unis                         | 13 450                                        | 43 781                                        |
| 2                                  | Royaume-Uni                        | 9 088                                         | 148 708                                       |
| 3                                  | Allemagne                          | 5 208                                         | 63 258                                        |
| 4                                  | France                             | 5 021                                         | 78 382                                        |
| 5                                  | Pays-Bas                           | 3 733                                         | 223 319                                       |
| 6                                  | Italie                             | 2 578                                         | 44 352                                        |
| 7                                  | Espagne                            | 2 410                                         | 59 469                                        |
| 8                                  | Irlande                            | 2 287                                         | 544 109                                       |
| 9                                  | Japon                              | 2 132                                         | 16 777                                        |
| 10                                 | Luxembourg                         | 1 994                                         | 4 054 700                                     |
| 11                                 | Suisse                             | 1 339                                         | 176 081                                       |
| 12                                 | Belgique                           | 1 313                                         | 122 331                                       |
| 13                                 | Australie                          | 920                                           | 43 268                                        |
| 14                                 | Canada                             | 833                                           | 24 899                                        |
| 15                                 | Autriche                           | 809                                           | 98 523                                        |
| 16                                 | Suède                              | 669                                           | 73 855                                        |
| 17                                 | Hong Kong                          | 631                                           | 89 453                                        |
| 18                                 | Danemark                           | 607                                           | 110 426                                       |
| 19                                 | Grèce                              | 553                                           | 51 483                                        |
| 20                                 | Norvège                            | 548                                           | 117 604                                       |
| 21                                 | Portugal                           | 507                                           | 47 348                                        |
| 22                                 | Russie                             | 369                                           | 2 636                                         |
| 23                                 | Finlande                           | 365                                           | 69 501                                        |
| 24                                 | Chine                              | 347                                           | 259                                           |

#### Comparaison des dettes extérieures de la zone euro et des États-Unis
Fin 2011, la dette extérieure brute de la zone euro était de 11 338 milliards d'euros, soit environ 120% du PIB de la zone euro.
En juillet 2009, la dette extérieure brute des États-Unis était de 13 450 milliards de dollars américains (voir ci-dessus), soit environ 120% du PIB. La dette extérieure nette était d'un peu plus de 2 500 milliards de dollars.

#### Cartographie de la dette extérieure

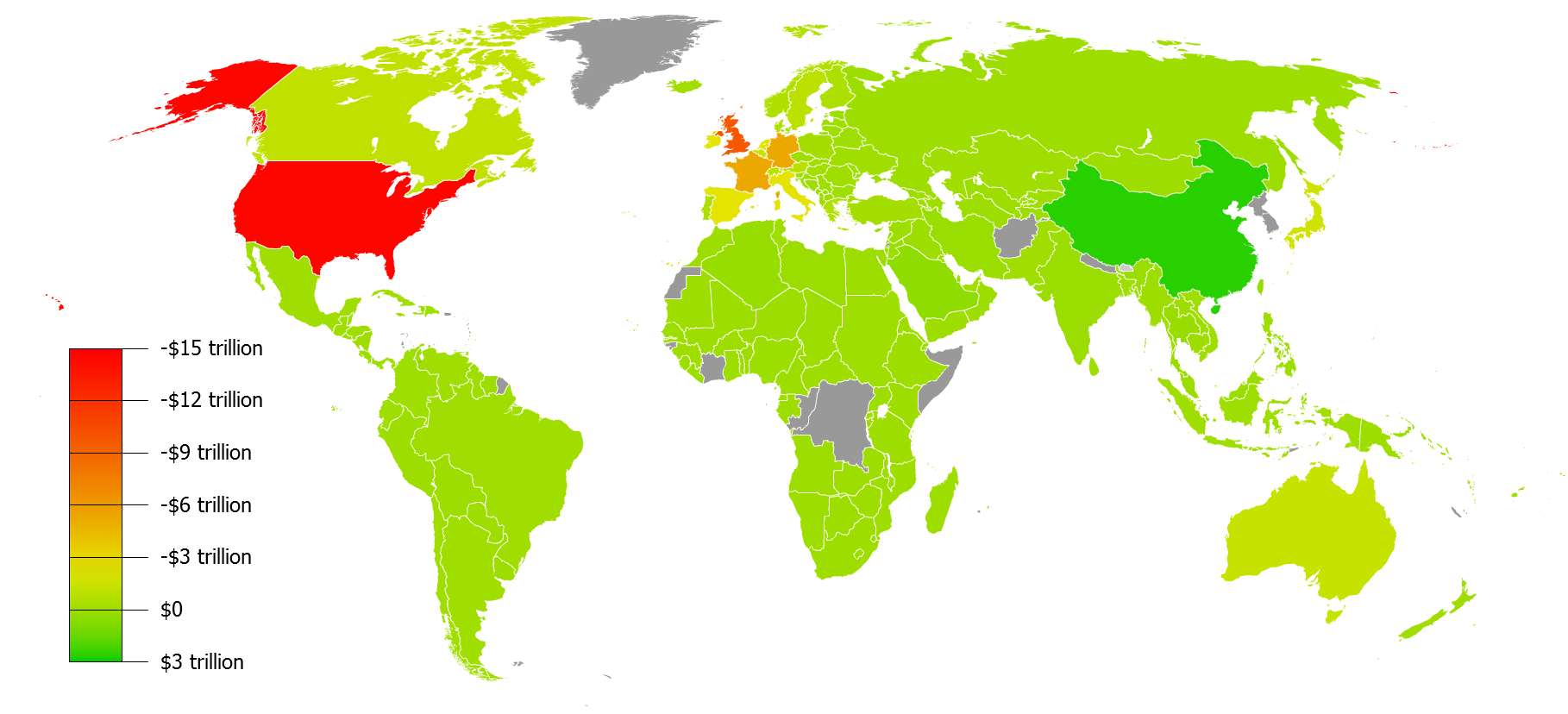
Réserves de devises et d'or, diminuées de leur dette extérieure totale (publique et privée), d'après les données de 2010 du CIA Factbook. Ceci constitue une dette brute rapportée au capital tangible d'un État, à rapprocher de l'évaluation du ratio utilisé pour calculer l'exposition des institutions financières privées à une crise mondiale sous les règles prudentielles de Bâle I

## Crise financière et crise de dette extérieure
Une crise de dette extérieure peut être déclenchée par une crise financière internationale, entraînant par définition une forte dévaluation généralisée des capitaux détenus par des organismes de crédit.
Par exemple, la crise de la dette publique grecque de 2010 est une conséquence de la crise financière de 2007. En raison de leurs propres besoins de recapitalisation dans un environnement interbancaire à la limite de l’effondrement mondial, les principaux créanciers, tant privés que publics, mirent fin au cycle de refinancement des dettes publiques grecques. Dans la mesure où le renouvellement des crédits d'État soutenait la croissance grecque dans des proportions démesurées, les créanciers restants durent constater le défaut et en partie, la perte du principal prêté à l'État grec.

### Défaut de paiement
Lorsqu'un pays se trouve dans l'incapacité de payer les intérêts de sa dette externe à terme, il se trouve en défaut de paiement.
Selon que l'on adopte le point de vue du créancier ou du débiteur, cette mesure apparaît comme un soulagement ou une dégradation de la situation économique.
Le défaut sur la dette offre en effet un moratoire aux pouvoirs publics du pays qui le décrète, lui permettant entre autres de renforcer la situation de la fonction publique à court terme et de renforcer en général sa crédibilité intérieure par des mesures en faveur de l'électorat local dans la détresse financière.
En annulant ou reportant le paiement des intérêts à leur terme, un État aggrave cependant la situation économique du pays à long terme, dans la mesure où il coupe à ses entreprises l'accès aux crédits étrangers, et que ceci tend à réduire relativement les recettes fiscales issues de la production industrielle.
Exemples de défauts de paiement reflétant ce dilemme :
- 1796 : France (assignats)
- 1861 : Mexique qui conduisit à l'expédition française.
- 1920 : Russie et la révolution bolchevique.
- 1918-24 : défauts multiple des dettes de guerre mutuelles, conduisant la France à occuper la Ruhr.
- 1932-45 : défauts divers des dettes de réparation et reconstruction des plans Dawes et Young.
- 1982 : Mexique
- 2002 : Argentine
- 2005 : annulation par les pays du G8, de 40 milliards de dollar de dette publique contractés par divers États dans le tiers-monde.
- 2010-2014 : Grèce

### Inflation et dévaluation monétaire
Avant le défaut de paiement d'intérêts libellés en devise étrangère, un État souverain a la possibilité de réduire le pouvoir d'achat de sa population par la dévaluation ou l'inflation de sa propre devise. Ceci permet dans une certaine mesure de servir les échéances de dettes libellées en devises étrangères par des rentrées fiscales augmentées mécaniquement, tout en diminuant déjà la charge des dettes remboursables localement.
Cependant, le recours à cette intervention monétaire n'encourage pas à elle seule la confiance des investisseurs étrangers, dont les actifs subissent une double dévaluation : celle de la monnaie au moment de l'encaissement et celle du climat économique due à l’affaiblissement du pouvoir d'achat local. Tout au plus peut-elle servir à ralentir le retrait de ces capitaux étrangers en écartant le danger immédiat du défaut.
Pour être crédible au niveau des investisseurs institutionnels et des agences de notation, le financement de la dette publique par augmentation directe de la taxation ou par l'inflation de la devise nationale, doit au moins démontrer parallèlement une volonté de restructuration des dépenses budgétaires.

#### Cas particulier des États-Unis
Grâce à la domination du dollar dans les échanges mondiaux et dans les réserves de devise, le Trésor Américain a pu maintenir un niveau de dette absolu très élevé. Depuis l'abandon de l'étalon-or, le contrôle de l’inflation monétaire du dollar sans collatéral permet en effet de reporter partiellement la perte de son pouvoir d'achat sur des marchés extérieurs comme celui du pétrole et de l'or. Cet abandon complet de la convertibilité instituée par la conférence de Bretton Woods, auquel le Président Nixon a été officiellement contraint en 1971 pour éviter un défaut caractérisé des États-Unis, se fit d'ailleurs au prix d’une crise financière amenant un choc pétrolier d'ampleur mondiale. Toutefois, cela n'eut pas pour effet d'entamer fondamentalement la crédibilité internationale des marchés américains : au contraire, la démise des États-Unis fut relativement moins grave et dès 1974 sa reprise était en moyenne plus vigoureuse que celle des autres pays développés.

### Assistance internationale
Les pays connaissant une grave crise de la dette peuvent faire appel au Fonds monétaire international (FMI).
Néanmoins, sur des bases similaires à celles utilisées par les agences de notation privées, le FMI subordonne toujours l'octroi de nouveaux prêts publiques à des réformes structurelles. Elles sont supposées faciliter la reprise économique privée et la confiance des investisseurs étrangers. Ainsi, le FMI recommande en priorité le retour à la compétitivité par la suppression des monopoles publics dans l'industrie.
Pour réorienter les dépenses publiques sur des domaines prioritaires (éducation, achat de médicaments), le FMI subordonne également ces crédits à la mise en œuvre d'infrastructures légales contre la corruption. Il peut même inciter à un gel temporaire des salaires des fonctionnaires, mais l'effet réel de ces recommandations de gouvernance reste partiellement limité dans les pays très démunis et étrangers à la culture démocratique. Leur accès à ces aides internationales s'en trouve par conséquent limité.